# اچ‌ام‌اس آنسون (۷۹)
اچ‌ام‌اس آنسون (۷۹) (به انگلیسی: HMS Anson (79)) یک کشتی بود که طول آن ۷۴۴ فوت ۱۱٫۵۰ اینچ (۲۲۷٫۱ متر) بود. این کشتی در سال ۱۹۴۰ ساخته شد.